# 硫酸铬钾
硫酸铬钾，又称铬明矾、铬矾，化学式为KCr(SO4)2·12(H2O)，是一种複鹽，可用于皮革鞣制。

## 生产和性质

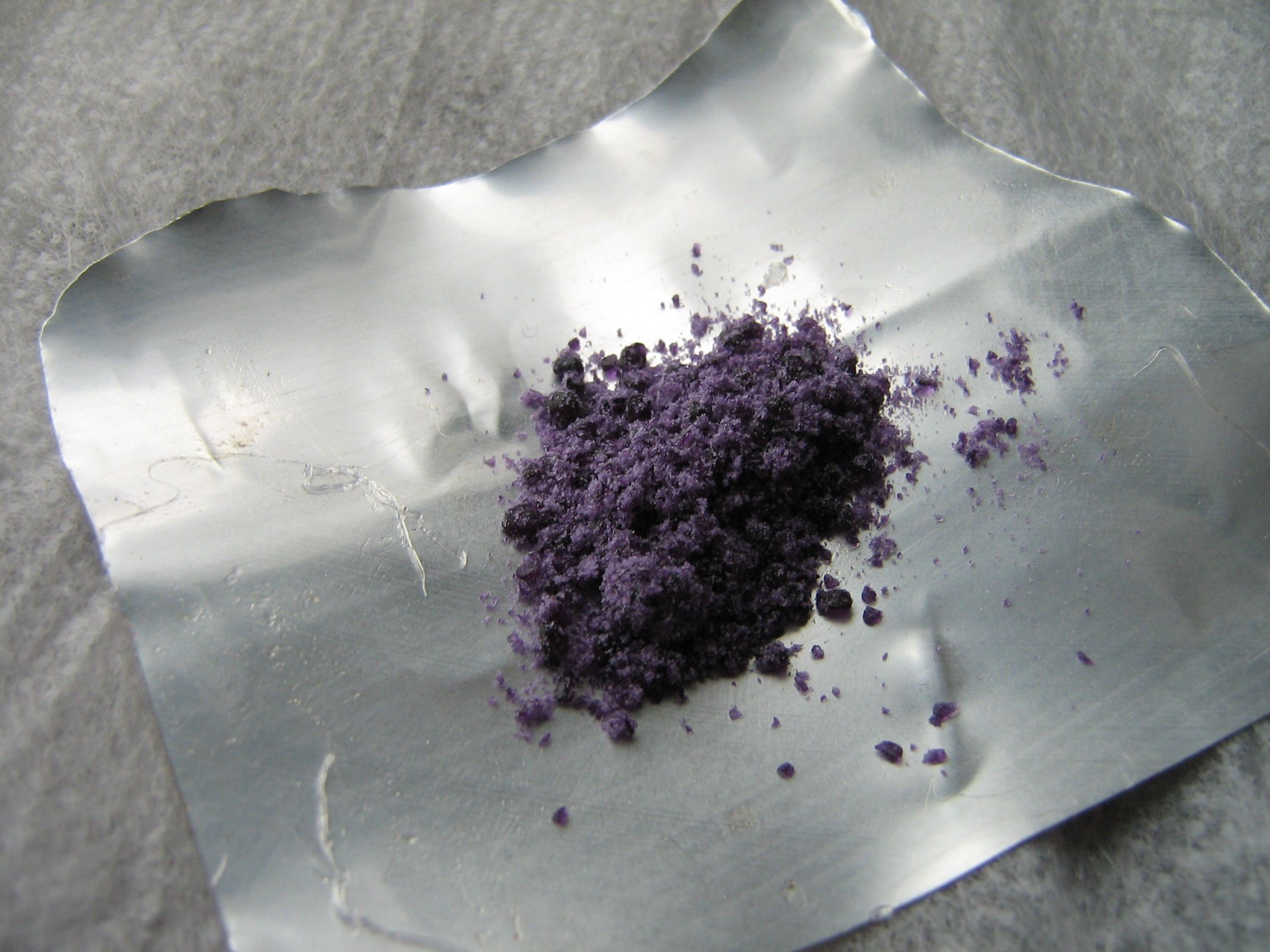
铬明矾

硫酸铬钾可由铬酸盐或铬铁合金制备。可通过还原温度<40 °C的硫酸存在下的重铬酸钾浓溶液制得，通常使用二氧化硫，也可以用醇或甲醛。或将铬铁合金溶解在硫酸中，沉淀硫酸亚铁后，再添加硫酸钾使硫酸铬钾结晶。硫酸铬钾以八面体结晶，且易溶于水。水溶液可使石蕊变红，是一种收敛剂。其水溶液为深紫色，加热至50 °C以上变为绿色。除了十二水合物以外，还已知六水合物KCr(SO4)2 ·6H2O、二水合物KCr(SO4)2 ·2H2O和一水合物KCr(SO4)2·H2O。 

## 用途
硫酸铬钾可用于皮革鞣制，因为铬(III)离子可通过交联皮革内的胶原蛋白来稳定皮革。然而这种应用已经过时，因为更简单的硫酸铬更受欢迎。
它也在摄影胶卷中作为明胶乳液的硬化剂。